# أرلينغتون (ويسكونسن)
أرلينغتون (بالإنجليزية: Arlington, Wisconsin)‏ هي قرية و village of Wisconsin تقع في الولايات المتحدة في Columbia County. يقدر عدد سكانها بـ 819 نسمة ومساحتها 2.62 كم2وترتفع عن سطح البحر 327 متر.

## التركيبة السكانية
قام مكتب تعداد الولايات المتحدة بتحديد بيانات التركيبة السكانية لأرلينغتون في تعداد الولايات المتحدة. في ما يلي، التركيبة السكانية حسب تعدادي 2000 و2010.

### تعداد عام 2000
بلغ عدد سكان أرلينغتون 484 نسمة بحسب تعداد عام 2000، وبلغ عدد الأسر 187 أسرة وعدد العائلات 147 عائلة مقيمة في القرية. في حين سجلت الكثافة السكانية 730.1 نسمة لكل ميل مربع (281.9/كم2). وبلغ عدد الوحدات السكنية 196 وحدة بمتوسط كثافة قدره 295.7 نسمة لكل ميل مربع (114.2/كم2).
وتوزع التركيب العرقي للقرية بنسبة 99.59% من البيض و 0.21% من الأمريكيين ذوي الأصول الآسيوية و 0.21% من الأمريكيين الأفارقة.
بلغ عدد الأسر 187 أسرة كانت نسبة 34.8% منها لديها أطفال تحت سن الثامنة عشر تعيش معهم، وبلغت نسبة الأزواج القاطنين مع بعضهم البعض 67.9% من أصل المجموع الكلي للأسر، ونسبة 8.6% من الأسر كان لديها معيلات من الإناث دون وجود شريك، وكانت نسبة 20.9% من غير العائلات. تألفت نسبة 17.6% من أصل جميع الأسر من أفراد ونسبة 7.5% كانوا يعيش معهم شخص وحيد يبلغ من العمر 65 عاماً فما فوق. وبلغ متوسط حجم الأسرة المعيشية 2.91، أما متوسط حجم العائلات فبلغ 2.59.
بلغ العمر الوسطي للسكان 37 عاماً. وكانت نسبة 26.0% من القاطنين تحت سن الثامنة عشر، وكانت نسبة 6.2% بين الثامنة عشر والأربعة وعشرون عاماً، ونسبة 31.0% كانت واقعةً في الفئة العمرية ما بين الخامسة والعشرون حتى والأربعة وأربعون عاماً، ونسبة 24.2% كانت ما بين الخامسة والأربعون حتى الرابعة والستون، ونسبة 12.6% كانت ضمن فئة الخامسة والستون عاماً فما فوق. يوجد لكل 100 أنثى 94.4 ذكر، ويوجد لكل 100 أنثى في الثامنة عشر من عمرها فما فوق 89.4 ذكر.
بلغ متوسط دخل الأسرة في القرية 51,750 دولار، أما متوسط دخل العائلة فبلغ 55,227 دولار. وكان متوسط دخل الذكور 36,250 دولار مقابل 26,591 دولار للإناث. وسجل دخل الفرد الخاص بالقرية 21,270 دولار. وكانت نسبة 0.8% من العائلات ونسبة 2.6% من السكان تحت خط الفقر،

## معرض صور

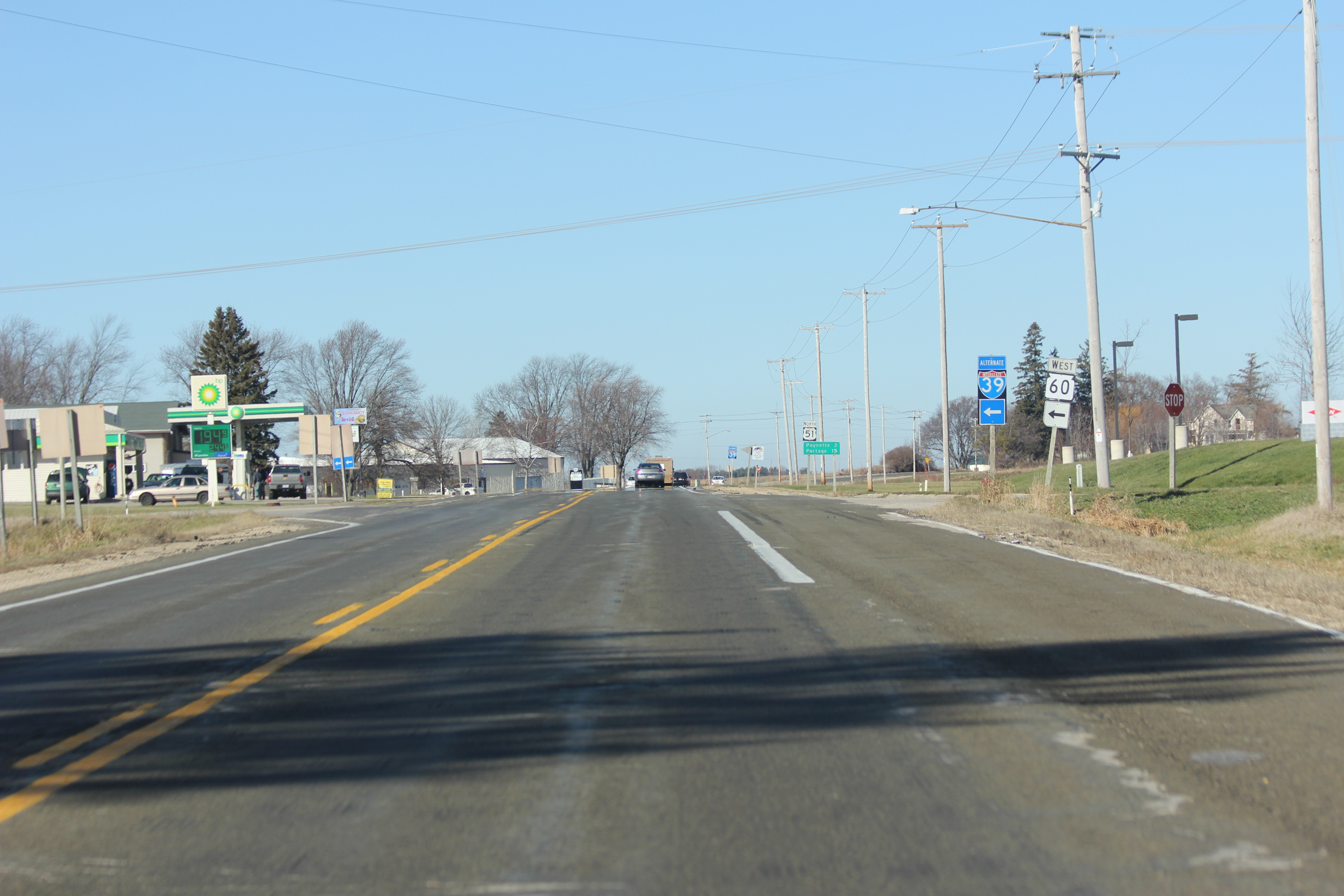
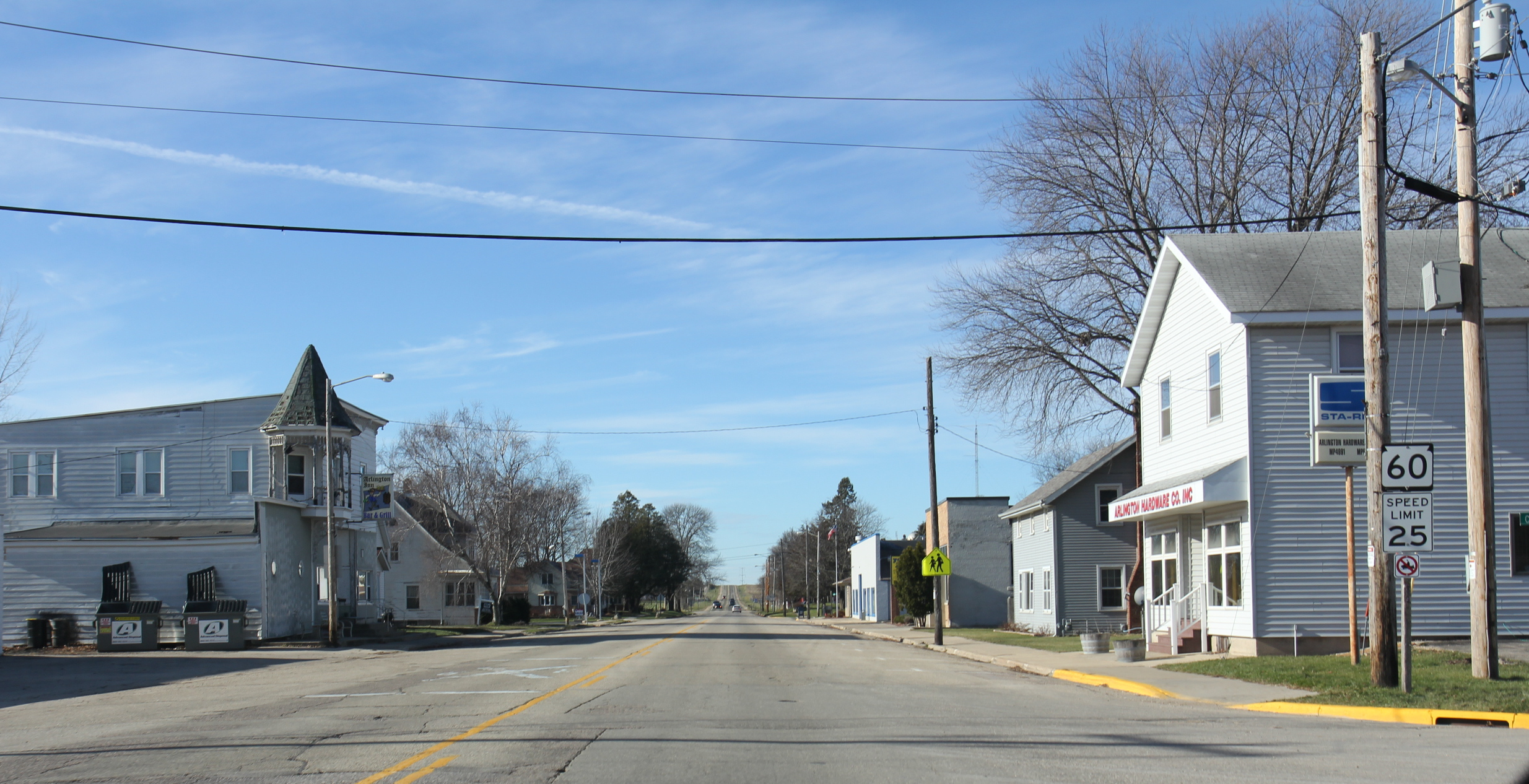
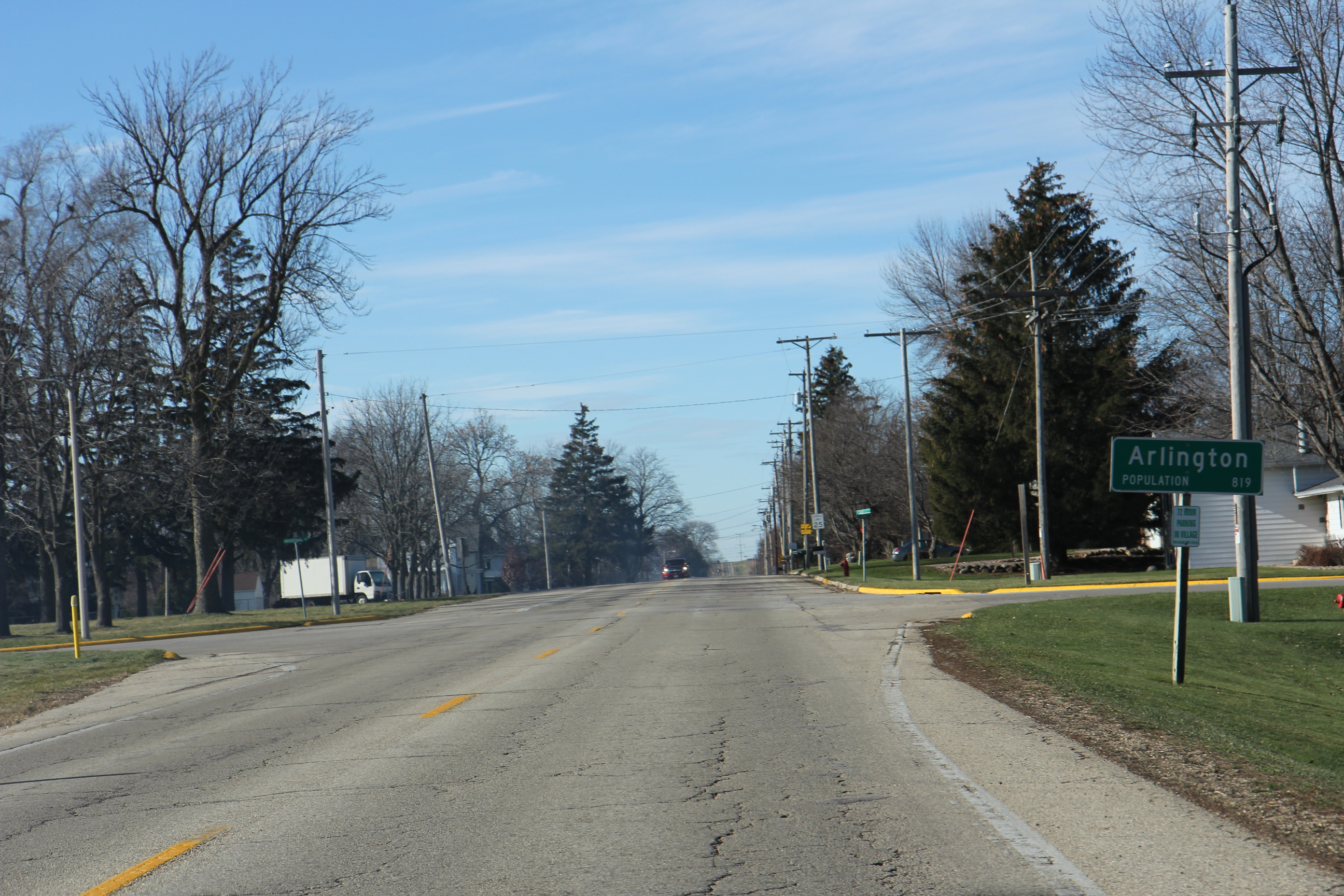
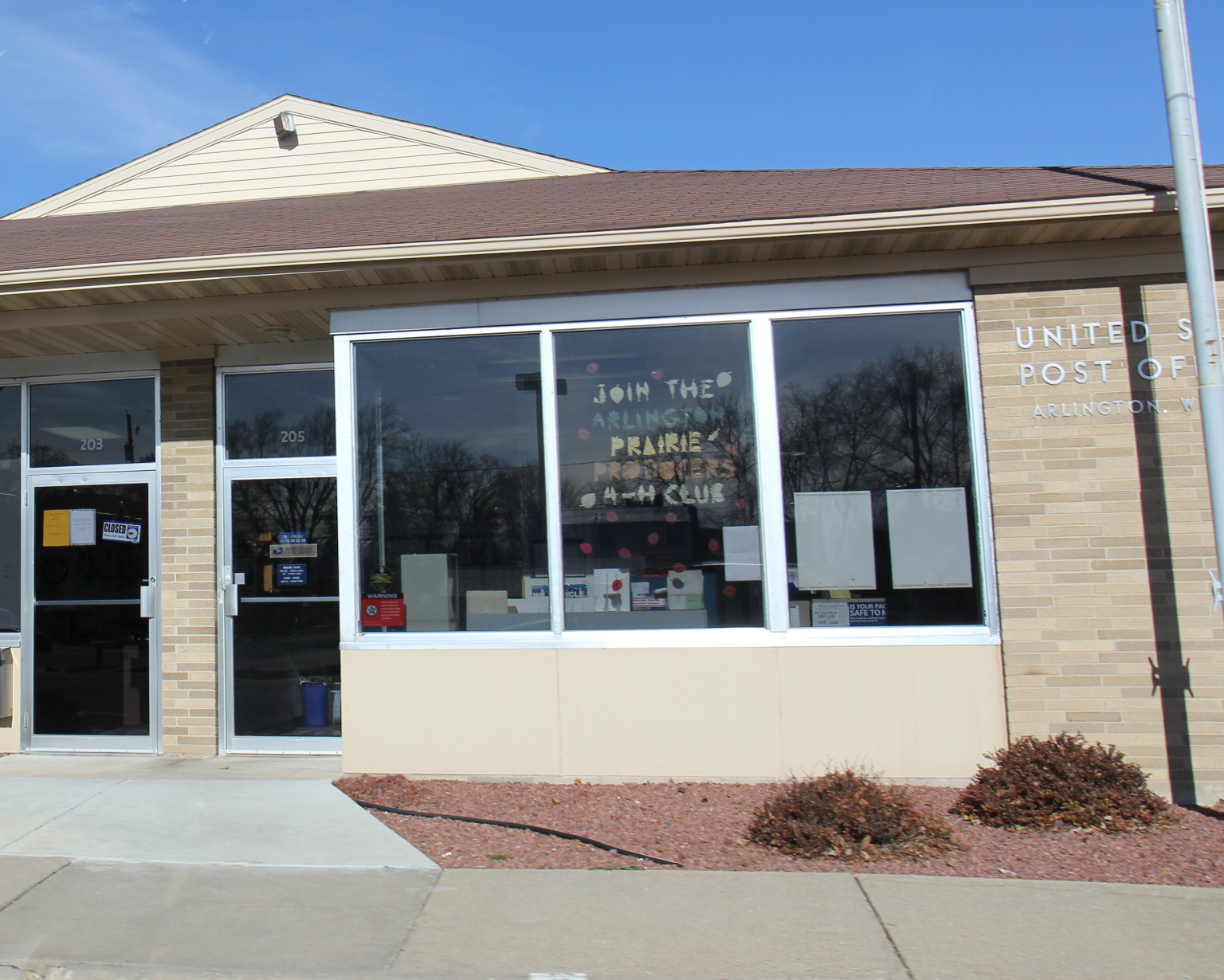
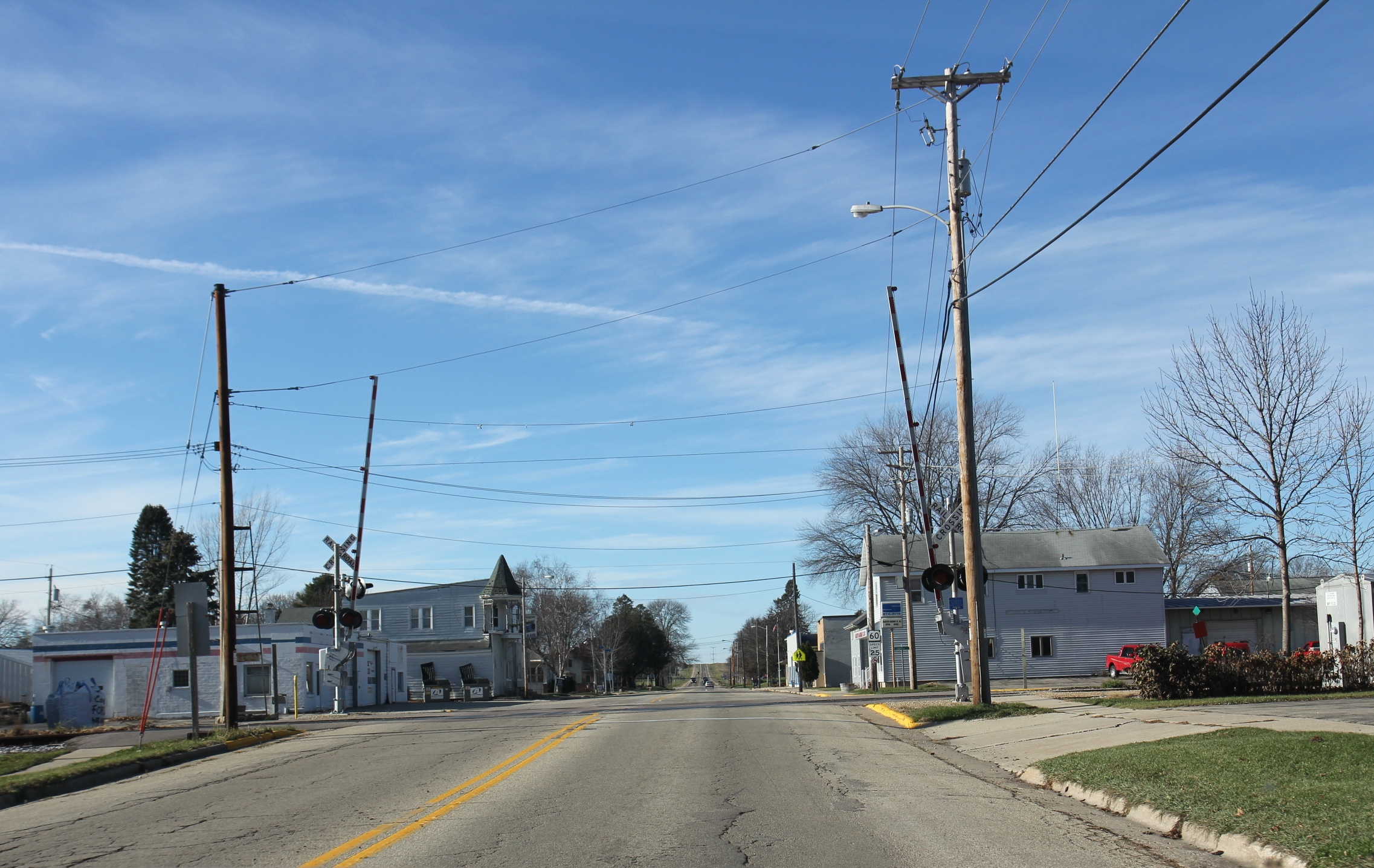

### تعداد عام 2010
بلغ عدد سكان أرلينغتون 819 نسمة بحسب تعداد عام 2010، وبلغ عدد الأسر 317 أسرة وعدد العائلات 233 عائلة مقيمة في القرية. في حين سجلت الكثافة السكانية 810.9 نسمة لكل ميل مربع (313.1/كم2). وبلغ عدد الوحدات السكنية 330 وحدة بمتوسط كثافة قدره 326.7 لكل ميل مربع (126.1/كم2).
وتوزع التركيب العرقي للقرية بنسبة 97.3% من البيض و 1.2% من الأمريكيين الأفارقة و 1.0% من عرقين مختلطين أو أكثر.
بلغ عدد الأسر 317 أسرة كانت نسبة 41.6% منها لديها أطفال تحت سن الثامنة عشر تعيش معهم، وبلغت نسبة الأزواج القاطنين مع بعضهم البعض 59.6% من أصل المجموع الكلي للأسر، ونسبة 9.5% من الأسر كان لديها معيلات من الإناث دون وجود شريك، بينما كانت نسبة 4.4% من الأسر لديها معيلون من الذكور دون وجود شريكة وكانت نسبة 26.5% من غير العائلات. وبلغ متوسط حجم الأسرة المعيشية 2.95، أما متوسط حجم العائلات فبلغ 2.58.
بلغ العمر الوسطي للسكان 32.1 عاماً. وكانت نسبة 26.7% من القاطنين تحت سن الثامنة عشر، وكانت نسبة 7.4% بين الثامنة عشر والأربعة وعشرون عاماً، ونسبة 35.5% كانت واقعةً في الفئة العمرية ما بين الخامسة والعشرون حتى والأربعة وأربعون عاماً، ونسبة 20.5% كانت ما بين الخامسة والأربعون حتى الرابعة والستون، ونسبة 9.9% كانت ضمن فئة الخامسة والستون عاماً فما فوق. وتوزع التركيب الجنسي للسكان بنسبة 49.1% ذكور و50.9% إناث.